# Renaissance Albert Elisabeth Club de Mons
Maillots
Actualités
Dernière mise à jour : 18 août 2025.
La Renaissance Albert Elisabeth Club de Mons est un club de football belge basé à Mons qui évolue actuellement en Division 1 ACFF.
Le surnom du club est l'Albert, et le surnom des joueurs est les dragons en référence à la ducasse de Mons (appelée également le « Doudou »).
Le RAEC Mons est le club ayant disputé le plus grand nombre de saisons au 3e niveau du football belge : 66 saisons.
Lors de la saison 2014-2015, l’Albert dispute une nouvelle saison en Division 2 avec un effectif complètement remanié. Malheureusement, le club souffre de problèmes financiers et le président Domenico Leone décide de se retirer et de déposer le bilan le 16 février 2015. Le club centenaire du RAEC Mons est donc déclaré en faillite et ne trouvera pas de repreneur…
Il disputera son dernier match le 25 avril 2015 contre l’Antwerp, une rencontre chargée en émotion pour tout le staff et les supporters montois.
Mais comme on dit toujours à Mons: « un dragon ne meurt jamais ». Grâce à la motivation, l’engouement et l’amour de ses supporters et anciens joueurs, le RAEC Mons renaît de ses cendres le 23 juin 2020 presque 5 ans jour pour jour après le début de l’hibernation du dragon montois.

## Origine du club
Au début du XXe siècle, deux clubs coexistent à Mons : le Club Amateur Sportif, affilié en 1905 à l'UBSSA (Union Belge des Sociétés de Sports Athlétiques, devenue URBSFA le 28 février 1912), qui évolue sous les couleurs rouge et blanc, et le Stade Montois, qui porte les couleurs bleu et blanc.
Le Club Amateur Sportif devient par la suite le Cercle des Sports de Mons et s'établit à l’avenue du Tir. En mai 1910, le Stade Montois fusionne avec le Cercle des Sports de Mons et Nimy-Sportif pour former un nouveau club : l’Olympic de Mons.
Parallèlement, en novembre 1909, quatre personnalités locales — René Tondreau, Maurice Van Pel, Henri Lebailly et Fernand Courtois — décident de fonder un nouveau club de football, sous la devise :
> « Entrée largement ouverte à tout joueur correct, quel qu’il soit. »
S'inspirant d'autres clubs belges tels que le Royal Léopold Club de Bruxelles, les fondateurs décident de solliciter l'autorisation du Roi Albert Ier, monté sur le trône le 23 décembre 1909, pour donner au club le nom de Albert Elisabeth Club de Mons, en hommage au souverain et à son épouse la Reine Élisabeth. Par lettre datée du 18 mars 1910, transmise par le Baron Beyens, ministre de la Maison du Roi, l’autorisation royale est officiellement accordée.
Le club est officiellement fondé le 1er avril 1910. En mai de la même année, un bail est signé pour l’occupation d’un terrain d’un hectare situé à l’avenue du Tir, emplacement du stade actuel. Le cercle est affilié à l’Union belge le 17 juin 1910 en tant que club adhérent.
Le 25 septembre 1910, le nouveau terrain est inauguré lors d’un premier match officiel, disputé devant environ 300 spectateurs.

## Repères historiques généraux
- 1910 : 1er avril 1910, fondation de l'Albert Élisabeth Club de Mons.
- 1910 : 17 juin 1910, l'Albert Élisabeth Club de Mons est affilié à l'USFSA comme « club adhérent ». Il devient club effectif dès le 25 juillet 1910 et peut ainsi prendre part aux compétitions officielles avec promotions et relégations.
- 1914 : L'Albert Élisabeth Club de Mons gagne le droit d'accéder aux séries nationales. Mais le déclenchement de la Première Guerre mondiale interrompt toutes les compétitions à partir de fin juillet 1914.
- 1919 : Première saison du club en séries nationales. Bien que classé 14e et dernier, l'Albert Élisabeth Club de Mons est maintenu, en vertu de la décision fédérale de ne reléguer ni promouvoir aucun club pour cette saison de reprise.
- 1921 : À nouveau dernier en Promotion, l'Albert Élisabeth Club de Mons est relégué en divisions provinciales.
- 1923 : L'Albert Élisabeth Club de Mons revient en Promotion mais ne parvient pas à se maintenir : 13e sur 14, dans une série où les quatre derniers sont relégués.
- 1925 : Retour durable de l'Albert Élisabeth Club de Mons en séries nationales. Après une saison en Promotion (D2), il est versé en Promotion (D3) à la suite d'une réforme de l'URBSFA. Il reste à ce niveau pendant 20 saisons (23 années avec l'interruption due à la Seconde Guerre mondiale).
- 1926 : décembre 1926, création du registre des numéros de matricule : l'Albert Élisabeth Club de Mons reçoit le n°44.
- 1935 : Le 2 avril 1935, le club est reconnu comme « Société Royale ». Il devient officiellement le Royal Albert Élisabeth Club de Mons (RAEC Mons) à partir du 11 avril 1935.
- 1949 : Le RAEC Mons (matricule 44) est champion et accède au 2e niveau, appelé alors « Division 1 ».
- 1952 : Classé 11e sur 16, le RAEC Mons est relégué au 3e niveau, désormais appelé « Division 3 », en raison d'une réforme décidée par l'URBSFA.
- 1960 : Classé 16e et dernier, le RAEC Mons est relégué au 4e niveau, connu depuis 1952 sous le nom de « Promotion ». Le club remporte le titre l’année suivante et remonte immédiatement.
- 1974 : Quatorze ans après son dernier titre, le RAEC Mons est champion et remonte en Division 2, qu’il retrouve 22 ans après. C’est la première fois qu’il évolue sous l’appellation « Division 2 ». Il y reste deux saisons.
- 2000 : Après 24 saisons en Division 3 (hors une brève remontée en 1985-1986), le RAEC Mons retrouve la Division 2.
- 2002 : Le RAEC Mons remporte le Tour final de Division 2 et accède pour la première fois à l'élite : la Division 1.
- 2005 : Le RAEC Mons termine dernier de Division 1 et est relégué en Division 2.
- 2006 : Champion de Division 2, le RAEC Mons remonte immédiatement en Division 1.
- 2009 : Le RAEC Mons est à nouveau relégué après avoir terminé dernier de Division 1.
- 2011 : Le RAEC Mons remporte le Tour final de D2 et retrouve la Division 1.
- 2014 : Le club perd les Playoffs 3 contre OH Louvain et redescend en Division 2.
- 2015 : Le 16 février 2015, le RAEC Mons dépose le bilan. Son matricule n°44 est radié officiellement le 5 octobre 2015.
- 2020 : Renaissance du club sous l’appellation Renaissance Albert Élisabeth Club de Mons 44.
- 2021 : Le club reprend l’appellation historique : Renaissance Albert Élisabeth Club de Mons.
- 2023 : Le Renaissance Albert Élisabeth Club de Mons est champion de Division 3 ACFF et accède à la Division 2 ACFF.
- 2024 : Le club est champion de Division 2 ACFF et monte en Division 1 ACFF.

## À la recherche d'un retour en D2
Après une période difficile lors de la saison 1995-1996, durant laquelle le club frôle la relégation en Promotion (quatrième niveau national), le RAEC Mons amorce une stabilisation. En 1996-1997, sous la houlette de Daniel Renders, le club termine à une modeste 7e place en Division 3, évoluant dans le milieu de classement,.
La saison 1997-1998 marque un tournant important. Le club amorce une véritable ascension sportive et devient progressivement un habitué des tours finaux pour la montée en Division 2, qu’il avait quittée en 1986. Malgré deux échecs successifs lors des campagnes 1997-1998 (défaite 2-1 contre le RCS Visé) et 1998-1999 (double défaite contre le KMSK Deinze, 3-0 et 0-1), le RAEC Mons poursuit sa progression.
Le club parvient enfin à ses fins au terme d’un test-match mémorable, disputé sur le terrain du RWDM face au K. Beringen Heusden-Zolder SK. La rencontre se solde par un score de 3-3, avant que les Montois ne s'imposent 4-3 aux tirs au but, décrochant ainsi leur retour en Division 2.
Lors de la saison 1999-2000, le RAEC Mons se distingue également en Coupe de Belgique. Le club atteint les quarts de finale, où il affronte le Standard de Liège à Sclessin. Environ 5 000 supporters montois font le déplacement vers la Cité ardente pour soutenir leur équipe, témoignant de l'engouement populaire grandissant autour du club.

## À la conquête de l'élite
Pour sa première saison en Division 2, lors de l'exercice 2000-2001, le RAEC Mons réalise une performance solide en terminant à une méritoire 5e place du classement final. Cette position lui permet de disputer le Tour final pour la montée en Division 1, où il échoue de peu.
Lors de la saison suivante (2001-2002), le club affiche clairement ses ambitions de promotion. Après une lutte serrée en tête du classement, le KV Mechelen est sacré champion de D2, lors d’un match décisif joué au stade Tondreau. Mais les espoirs montois ne sont pas anéantis pour autant : les Rouge et Blanc remportent le Tour final, grâce à une victoire décisive face à Ingelmunster à domicile.
Ce soir-là, plus de 10 000 supporters assistent à l’événement, tant dans le stade qu’aux abords. La Grand-Place de Mons est envahie dans une ambiance de liesse, donnant lieu à un véritable second "Doudou" dans la cité du Hainaut.
Après près de 15 ans d'absence en Division 2, le RAEC Mons ne met que deux saisons pour décrocher son billet vers l'élite. Après 92 ans d'existence, le club accède pour la première fois de son histoire à la Division 1, concrétisant enfin le rêve de plusieurs générations de supporters.

## Les premiers pas au sein de l'élite
Pour sa première saison en Division 1, en 2002-2003, le RAEC Mons réalise un parcours remarquable en terminant à la 9e place du classement général. Cette performance est en grande partie due à l’efficacité de son attaquant Cédric Roussel, auteur de 22 buts, ce qui en fait l’un des meilleurs buteurs du championnat.
La saison suivante, 2003-2004, est beaucoup plus compliquée pour le club. L’équipe lutte longuement pour assurer son maintien et termine finalement à la 16e place, à seulement six points du Royal Antwerp FC, dernier au classement. Le club parvient à se sauver in extremis, avec la volonté de ne plus revivre un tel scénario.
Cependant, lors de la saison 2004-2005, la situation se détériore à nouveau. Dès la trêve hivernale, les difficultés sportives laissent présager une nouvelle lutte pour le maintien. Le président et la direction tentent de redresser la situation en changeant d’entraîneur et en intervenant activement sur le marché des transferts. Malgré ces efforts, le RAEC Mons ne parvient pas à inverser la tendance. À l’issue d’un second tour tendu et décisif, le verdict tombe : le club est relégué en Division 2, mettant un terme à son premier passage dans l’élite du football belge.

## Une courte désillusion
Après la relégation en 2005, le RAEC Mons se fixe pour objectif une remontée rapide en Division 1. Une nouvelle politique sportive est instaurée, avec la nomination de José Riga au poste d’entraîneur principal. Ce dernier parvient rapidement à instaurer une dynamique collective solide, en tirant le meilleur de son effectif et en formant un groupe soudé.
Dès les premières journées de championnat, Mons s'impose comme l’un des candidats majeurs au titre. Bien que largement considéré comme la meilleure équipe de Division 2, il faut attendre l’ultime journée, disputée sur le terrain du KFC Dessel Sport, pour que le club valide officiellement son titre de champion et sa remontée en Division 1.
La montée donne lieu à de grandes célébrations populaires. Après le coup de sifflet final, le terrain est envahi par les supporters, et les festivités se poursuivent lors du retour à Mons, avec une affluence importante sur la Grand-Place, où joueurs, staff et supporters célèbrent ensemble cette saison réussie.

## Retour en D1 pour 3 saisons
Lors de la saison 2006-2007, le RAEC Mons réalise un parcours solide en terminant à la 9e place du classement général, confirmant son statut d’équipe compétitive au sein de l’élite belge.
La saison suivante, 2007-2008, s’avère plus difficile. Le club lutte à nouveau pour le maintien et ne parvient à se sauver qu’en toute fin de championnat, grâce à une 16e place, juste devant le KSVV Saint-Trond et le FC Brussels. En Coupe de Belgique, le parcours montois s’achève en huitièmes de finale, après une élimination face au KAA La Gantoise.
La saison 2008-2009 est marquée par une réforme importante du championnat belge, qui prévoit une réduction du nombre de clubs en Division 1, passant de 18 à 16 pour la saison suivante. Cette décision augmente considérablement la pression sur les équipes du bas de classement, avec trois relégations prévues au terme de la saison.
Cette réforme s’avère fatale au RAEC Mons, qui termine dernier du championnat. Le club est relégué en compagnie de l’AFC Tubize et du FCV Dender EH, ce dernier ayant échoué lors du tour final de Division 2. Cette relégation marque la fin d’un cycle difficile pour l’Albert, confronté à une élite de plus en plus resserrée et concurrentielle.

## Descente en D2
La saison 2009-2010 voit le RAEC Mons manquer de peu la montée directe en Division 1. Le club ne parvient pas à remporter le championnat de Division 2, mais obtient toutefois une place pour le tour final, qu’il ne parvient pas à remporter. Le passage en D2 est donc prolongé pour une saison supplémentaire.
Lors de l’exercice 2010-2011, les Montois terminent à la troisième place du championnat et accèdent une nouvelle fois au tour final, en compagnie de Waasland-Beveren, Lommel United et le KAS Eupen. Au terme des rencontres, Mons et Waasland-Beveren se retrouvent à égalité parfaite, avec le même nombre de victoires.
Un test-match est alors organisé pour départager les deux clubs, une situation inédite pour une montée en Division 1 depuis la saison 1965-1966. Cette rencontre décisive se joue sur terrain neutre, au stade Leburton de Tubize. Dans une ambiance tendue et un match très disputé, le RAEC Mons s’impose 2-1, décrochant ainsi son retour parmi l’élite du football belge.

## 2011- 2012: Saison en montagnes russes
De retour en Division 1 lors de la saison 2011-2012, le RAEC Mons débute de manière remarquable. Le club rivalise avec les ténors du championnat, décrochant des matchs nuls face au RSC Anderlecht et au Standard de Liège, tout en restant longtemps invaincu à domicile. Cette belle dynamique est portée notamment par les performances de Jérémy Perbet, meilleur buteur du championnat, qui contribue largement à l'efficacité offensive des « Dragons ».
Cependant, la seconde moitié de saison est plus difficile. Les résultats en baisse conduisent au limogeage de l'entraîneur Dennis van Wijk, remplacé en cours de saison par Enzo Scifo.
Malgré ces turbulences, Mons termine à une honorable 10e place au classement général, ce qui lui permet de participer aux play-offs 2. Reversé dans le groupe B, le club y affronte le KSC Lokeren, le SV Zulte Waregem et le K Beerschot AC. L’équipe montoise entame cette phase avec trois victoires et un nul lors des quatre premières journées, affichant de claires ambitions de stabilité en Division 1.
En parallèle, Mons réalise également un beau parcours en Coupe de Belgique. Après avoir éliminé successivement

## 2012-2013: meilleur classement en championnat
Lors de la saison 2012-2013, le RAEC Mons confirme sa solidité en Division 1 en réalisant une phase classique de championnat convaincante. Le club termine à une honorable 7e place, ratant de peu l’accès aux play-offs 1. Parmi les faits marquants de la saison figurent des victoires de prestige contre le Standard de Liège (3-1 à domicile et 0-1 à l’extérieur), ainsi que des succès face au KV Courtrai et au SV Zulte Waregem.
Reversés en groupe A des play-offs 2, les Montois n’arrivent pas à s’imposer dans leur poule malgré un bilan de trois victoires, un match nul et deux défaites, insuffisant pour terminer en tête du groupe.
En Coupe de Belgique, après un beau parcours la saison précédente, Mons connaît cette fois une sortie prématurée. Le club est éliminé en huitièmes de finale par le KV Courtrai, après avoir battu la Royale Union wallonne Ciney au tour précédent.

## 2013- 2014: Nouvelle descente en D2
La saison 2013-2014 s’avère particulièrement difficile pour le RAEC Mons, qui occupe la dernière place du classement durant la quasi-totalité du championnat. Incapable d’inverser la tendance, le club hennuyer termine la phase classique en position de lanterne rouge.
Engagé dans les play-offs 3, le RAEC Mons affronte Oud-Heverlee Louvain dans une série de matches décisifs pour le maintien. Incapables de prendre l’ascendant sur leur adversaire, les Montois sont finalement relégués en Division 2, trois saisons seulement après leur dernière montée parmi l’élite.

## 2014-2015: retour en D2 et disparition
Pour son retour en Division 2, le RAEC Mons opère une profonde restructuration. La majorité de l’effectif est composée de jeunes joueurs issus de la région et du centre de formation du club. Après un début de saison difficile, les Dragons parviennent à se stabiliser et occupent la 7e place à mi-parcours du championnat.
Cependant, les difficultés financières s’intensifient et, le 16 février 2015, le président Domenico Leone dépose officiellement le bilan. La SA RAEC Mons est déclarée en faillite, et un curateur est nommé par le tribunal. Une date butoir est fixée au 31 mars 2015 pour trouver un repreneur, faute de quoi le club serait contraint de cesser définitivement ses activités.
Deux projets de reprise échouent successivement, et à l’issue du délai imparti, aucun investisseur n’est en mesure de sauver le club. Le RAEC Mons annonce donc la fin de ses activités professionnelles.
Le 25 avril 2015, les Dragons disputent le dernier match de leur histoire face au Royal Antwerp FC, s’inclinant 1-0. Le club clôture ainsi la saison à la 7e place du classement général.

## 2020: Hibernation & Renaissance
Lors de la saison 2014-2015, le RAEC Mons (alors appelé l’Albert) évolue en Division 2 avec un effectif largement remanié. Cependant, le club est confronté à d'importantes difficultés financières. Le 16 février 2015, le président Domenico Leone annonce le dépôt de bilan. Le club centenaire est alors déclaré en faillite et aucun repreneur ne se manifeste. Le RAEC Mons dispute son dernier match officiel le 25 avril 2015 face au Royal Antwerp FC, une rencontre marquée par une grande émotion pour les joueurs, le staff et les supporters montois.
Mais comme on dit toujours à Mons: « un dragon ne meurt jamais ». Grâce à la motivation, l’engouement et l’amour de ses supporters et anciens joueurs, le RAEC Mons renaît de ses cendres le 23 juin 2020 presque 5 ans jour pour jour après le début de l’hibernation du dragon montois.
Seul le nom change: Renaissance Mons 44. Mais le blason, les valeurs et surtout l’histoire du club persistent. Le Président Hubert Ewbank et Frédéric Herpoel sont à l’origine de cette Renaissance et verront quelques mois plus tard, Bernard Courcelles, notre Directeur Général, devenir l’une des locomotives du projet. Aujourd’hui, Hubert Ewbank et Bernard Courcelles dirigent un Comité Exécutif composé de Nathalie Deswez, Johan Ximenes, Aurélien Zara, Gillian Hermand (présent depuis le début de la Renaissance), Melina Figun, Matthieu Danloy, François Soleil, Traecy Scheirs et Maxence Bouillon.
Début 2021, le club annonce la création de sections féminines et met en place un centre de formation mixte nommé Young Dragons.
Le 22 juin 2021, le club abandonne l’appellation "Renaissance Mons 44" pour reprendre le nom originel de RAEC Mons (Renaissance Albert Élisabeth Club de Mons), en hommage à son matricule historique, le 44.
Malgré un démarrage difficile en D3 ACFF, sous la houlette de Luigi Nasca et Laurent Demol et dans un contexte post-Covid, le club retrouve rapidement une dynamique positive.

### Montées successives et ambitions
L’arrivée de Dante Brogno en tant qu’entraîneur principal marque un tournant dans la progression du club.
En 2022-2023, puis en 2023-2024, le RAEC Mons enchaîne deux promotions consécutives, en D3 ACFF puis en D2 ACFF, grâce à des campagnes impressionnantes sur le plan sportif.
Le 25 octobre 2024, Manu Ferrera est nommé directeur de la cellule sportive. Le 29 novembre, Dante Brogno et Toni Brogno, respectivement entraîneur principal et entraîneur adjoint, quittent leurs fonctions pour raisons familiales.
Le 2 décembre 2024, Luigi Nasca, premier entraîneur du club depuis sa renaissance, revient aux commandes de l’équipe première.
Le 14 décembre 2024, le RAEC Mons se qualifie mathématiquement pour les play-offs d’accession à la Challenger Pro League, cinq journées avant la fin de la phase classique.
Le 23 mars 2025, l’équipe B, dirigée par Jonathan Walasiak, est sacrée championne de deuxième division provinciale, avec une moyenne d’âge de 22 ans.
Le 12 avril 2025, le club voit son rêve de troisième titre consécutif s’envoler après une défaite 1-0 face à la Royale Union Tubize-Braine. Les Dragons terminent finalement la saison à la 3e place, manquant la montée en Challenger Pro League.
Le 6 mai 2025, le club annonce l’arrivée de Emilio Ferrera au poste d’entraîneur principal. Le 30 mai, Hubert Lemaire, ancien préparateur physique du RSC Anderlecht pendant 22 ans, est nommé entraîneur adjoint.
Le 10 mai 2025, Alessandro Cordaro, joueur emblématique du RAEC Mons, dispute le dernier match de sa carrière contre le Royal Excelsior Virton au stade Tondreau. Le 7 juin 2025, il est nommé entraîneur de l’équipe B et rejoint également le staff de l’équipe première.

### Nouvelle ère
Le 1er août 2025, le club a accueilli de nouveaux actionnaires anglais : Peter Gould, ancien membre du conseil d’administration de Chelsea, a fondé la Mount Pleasant Football Academy en Jamaïque  et a développé le club et l'académie pour en faire les meilleurs du pays et Charlie Methven qui possède plus de 20 ans d'expérience dans le football, passées notamment à Sunderland et Charlton. 
Cette évolution majeure s'accompagne de plusieurs changements au sein de la direction. Bernard Courcelles devient Président du club, tandis que Hubert Ewbank prend le titre de Président d'Honneur. Simon Van Kerckhoven rejoint quant à lui le club en tant que Managing Director, avec pour mission de renforcer la gestion opérationnelle et commerciale.
Le 17 août 2025 le club annonce la mettre à terme sa collaboration avec son entraîneur Emilio Ferrera et du directeur sportif Manu Ferrera.
Le 18 août 2025 le club annonce également la fin de sa collaboration avec l'entraîneur adjoint Hubert Lemaire et l'arrivée de George Boateng comme entraîneur.

## Structure du club

### Stade
Le RAEC Mons évolue au Stade Charles Tondreau depuis son inauguration, le 25 septembre 1910. Ce stade constitue l’enceinte emblématique de la ville de Mons et du club.
D’une capacité actuelle de 6 000 places, il accueille les rencontres à domicile du club dans un cadre historique et familier pour les supporters.

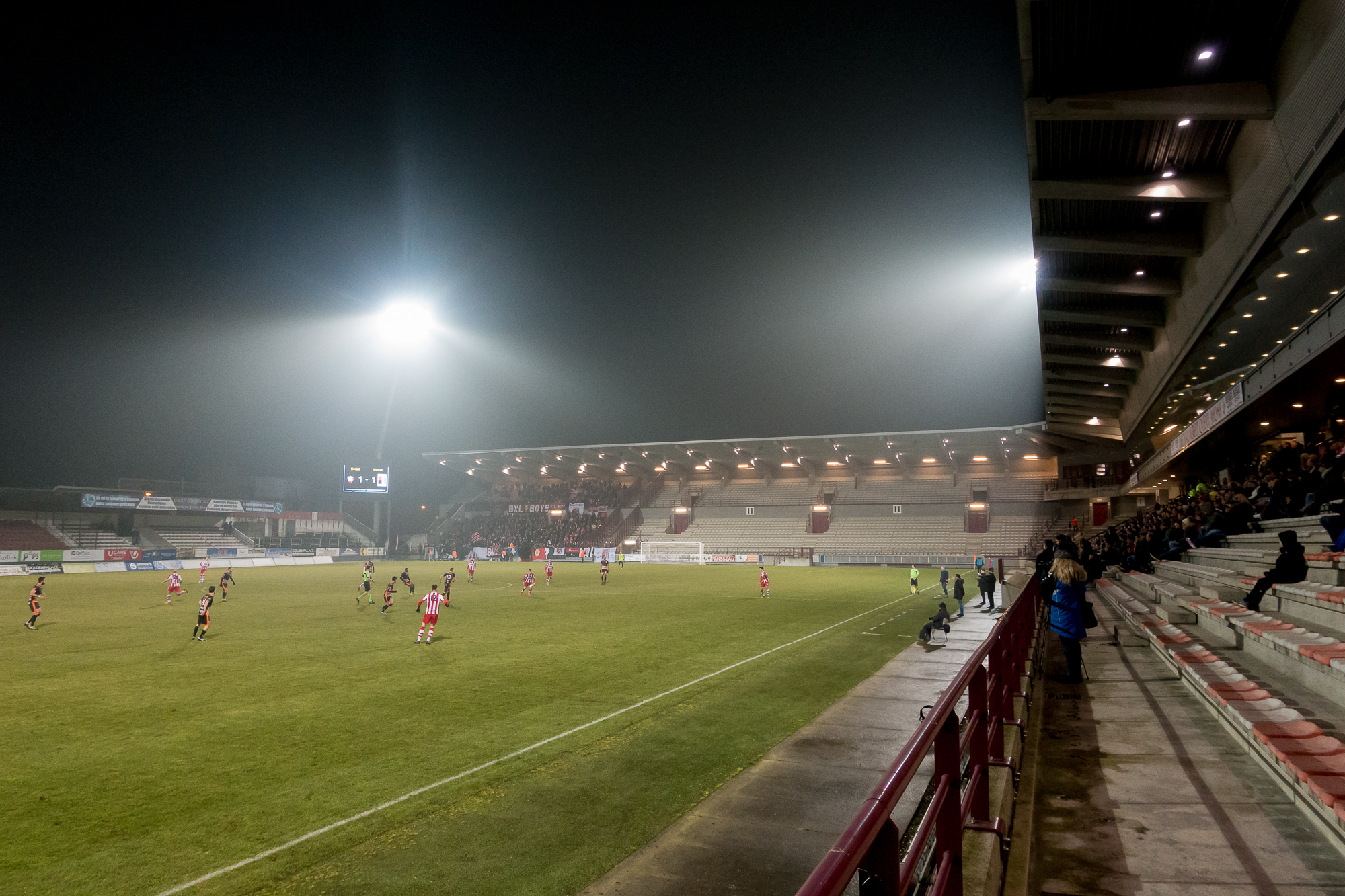
Le Stade Charles Tondreau, antre historique du RAEC Mons.

Le stade est propriété de la Ville de Mons. Il est situé à l’avenue du Tir, n°80, à Mons.

#### Rénovations du stade
Le 16 mai 2024, la Ville de Mons, propriétaire du stade, et le RAEC Mons présentent officiellement un ambitieux projet de rénovation des tribunes 3 et 4 du stade Charles Tondreau. Le chantier est confié à la société wallonne Lixon, lauréate de l'appel d'offres public.
Ce projet prévoit une augmentation de la capacité du stade d’environ 2 000 places supplémentaires, ainsi qu’un vaste programme d’aménagement immobilier intégré aux tribunes rénovées. Le complexe comprendra notamment :
200 kots étudiants, Appartements, lofts et penthouses, Une salle des fêtes pour étudiants, Un pôle de médecine sportive, Une salle de sport accessible au public, Un magasin de proximité, Une librairie
Cette rénovation s'inscrit dans une volonté de faire du stade Tondreau un pôle urbain multifonctionnel, combinant activité sportive, vie étudiante et services de quartier. Le chantier devrait s’étendre sur une durée estimée de deux à trois ans, avec une livraison progressive des différentes infrastructures.
En 2024, la Ville de Mons annonce également un projet de rénovation majeur du site du centre de formation. Celui-ci prévoit la démolition des vestiaires existants et la construction de dix nouveaux vestiaires, d’un espace de kinésithérapie ainsi que d’un bar destiné à accueillir les joueurs, les familles et les membres du club. Ces aménagements visent à renforcer la qualité de l’accueil et des infrastructures mises à disposition des jeunes footballeurs et footballeuses.

### Centre de formation
Le 22 janvier 2021, le RAEC Mons inaugure son centre de formation masculin sous le nom de Young Dragons Academy. Quelques semaines plus tard, le 30 mars 2021, le club ouvre également un centre de formation dédié au football féminin, baptisé Ladies Academy, situé au stade Charles Tondreau.
Depuis 2022, le centre de formation du club a obtenu le label trois étoiles décerné par l’ACFF (Association des Clubs Francophones de Football), soit la distinction la plus élevée attribuée aux académies de football en Wallonie.

### Président du club
|                    | Période   |
| ------------------ | --------- |
| Maurice Lafosse    | 1996–?    |
| Domenico Leone     | 2001–2015 |
| Hubert Ewbank      | 2020-2025 |
| Bernard Courcelles | 2025-     |

### Entraîneurs
| Entraîneur          | Période   |
| ------------------- | --------- |
| Jules Henriet       | 1957–1959 |
| Jeng Van den Bossch | 1960–1962 |
| André Riou          | 1962–1966 |
| Jean Legrand        | 1965–1967 |
| Henri Dekens        | 1967–1969 |
| Herman Delépine     | 1969–1972 |
| Michel Delire       | 1972–1973 |
| Pierre Hanon        | 1973–1975 |
| Herman Delépine     | 1975–1977 |
| Reynders            | 1977–1979 |
| Jamin               | 1979–1981 |
| Guy Verbist         | 1981–1986 |
| Géo Van Pyperseele  | 1986–1987 |
| Philippe Garot      | 1987–1988 |
| Maurice Smets       | 1988–1989 |
| Philippe Migeot     | 1989–1991 |
| Géo Van Pyperseele  | 1991      |
| André Colasse       | 1991–1994 |
| Brenich             | 1994–1995 |
| Daniel Renders      | 1995–1996 |
| Rudy Haleydt        | 1996–1997 |
| James Storme        | 1997–1998 |
| Thierry Pister      | 1999–2002 |
| Marc Grosjean       | 2002–2003 |
| Sergio Brio         | 2003–2005 |
| Jos Daerden         | 2005–2006 |
| Michel Wintacq      | 2006      |
| José Riga           | 2006–2008 |
| Philippe Saint-Jean | 2008      |
| Thierry Pister      | 2008–2009 |
| Christophe Dessy    | 2008–2009 |
| Rudi Cossey         | 2009      |
| Geert Broeckaert    | 2009–2011 |
| Dennis Van Wijk     | 2011–2012 |
| Enzo Scifo          | 2012–2013 |
| Čedomir Janevski    | 2013–2014 |
| Didier Beugnies     | 2014–2015 |
| Luigi Nasca         | 2020–2021 |
| Laurent Demol       | 2021–2022 |
| Dante Brogno        | 2022–2024 |
| Luigi Nasca         | 2024–2025 |
| Emilio Ferrera      | 2025      |
| George Boateng      | 2025-     |

### Anciens joueurs du club
| \| \| Nom \| \| \| Cédric Roussel \| \| \| Alessandro Cordaro \| \| \| Jérémy Perbet \| \| \| Cédric Berthelin \| \| \| Jean-Pierre La Placa \| \| \| Frédéric Herpoel \| \| \| Olivier Berquemann \| \| \| Thomas Chatelle \| \| \| Liviu Ciobotariu \| \| \| Mohamed Dahmane \| \| \| Wilfried Dalmat \| \| \| Luiz Carlos Dotto \| \| \| Noë Dussenne \| \| \| Chemcedine El Araichi \| \| \| Mustapha Jarju \| \| \| Flavien Le Postellec \| \| \| Maël Lépicier \| \| \| Dieudonné Londo \| \| \| Tim Matthys \| \| \| Zola Matumona \| \| \| Dimitri Mercier \| \| \| Roberto Mirri \| \| \| Pieterjan Monteyne \| \| \| Daré Nibombé \| \| \| Benjamin Nicaise \| \| \| Eddy Paternotte \| \| \| Hocine Ragued \| \| \| Olivier Suray \| \| \| Nicolas Timmermans \| \| \| Vincent Thoelen \| \| \| David Cardon \| |                       |
| | Nom                   |
| | Cédric Roussel        |
| | Alessandro Cordaro    |
| | Jérémy Perbet         |
| | Cédric Berthelin      |
| | Jean-Pierre La Placa  |
| | Frédéric Herpoel      |
| | Olivier Berquemann    |
| | Thomas Chatelle       |
| | Liviu Ciobotariu      |
| | Mohamed Dahmane       |
| | Wilfried Dalmat       |
| | Luiz Carlos Dotto     |
| | Noë Dussenne          |
| | Chemcedine El Araichi |
| | Mustapha Jarju        |
| | Flavien Le Postellec  |
| | Maël Lépicier         |
| | Dieudonné Londo       |
| | Tim Matthys           |
| | Zola Matumona         |
| | Dimitri Mercier       |
| | Roberto Mirri         |
| | Pieterjan Monteyne    |
| | Daré Nibombé          |
| | Benjamin Nicaise      |
| | Eddy Paternotte       |
| | Hocine Ragued         |
| | Olivier Suray         |
| | Nicolas Timmermans    |
| | Vincent Thoelen       |
| | David Cardon          |

## Résultats et Statistiques

### Palmarès du club
| Compétitions officielles | Compétitions internationales |
| - Championnat de Belgique de D1 - Meilleure performance : 7ème en 2013 - Championnat de Belgique de D2 - Champion (1) - 2006. - Championnat de Belgique de D3 - Champion (3) - 1949, 1985 et 2000. - Championnat de Belgique de D4 - Champion (2) - 1961, 2024. - Championnat de Belgique de D5 - Champion (1) - 2023. |                              |
| Compétitions régionales | Tournois saisonniers         |
| - Trophée Jules Pappaert - Vainqueur (1) - 1999 |                              |

### Bilan
| Niv | Divisions     | Jouées | Titres | TM Up | TM Down |
| --- | ------------- | ------ | ------ | ----- | ------- |
| I   | 1re nationale | 9      | 0      |       |         |
| II  | 2e nationale  | 16     | 1      | 4     |         |
| III | 3e nationale  | 66     | 3      | 2     |         |
| IV  | 4e nationale  | 2      | 2      |       |         |
| V   | 5e nationale  | 2      | 1      |       |         |
|     |               |        |        |       |         |
|     | TOTAUX        | 95     | 7      | 6     | 0       |

- TM Up : test-match pour départager des égalités, ou toutes formes de Barrages ou de Tour final pour une montée éventuelle.
- TM Down : test-match pour départager des égalités, ou toutes formes de Barrages ou de Tour final pour le maintien.

## Culture populaire

### Groupes de supporters
- Mons 1910
- Dragon Side
- Les Légendaires

### Anciens groupes de supporters
- Ultras Mons
- Ultras Briganti
- The Monkeys
- Dragon City
- Socios Mons